# Jacques d’Albon, seigneur de Saint-André

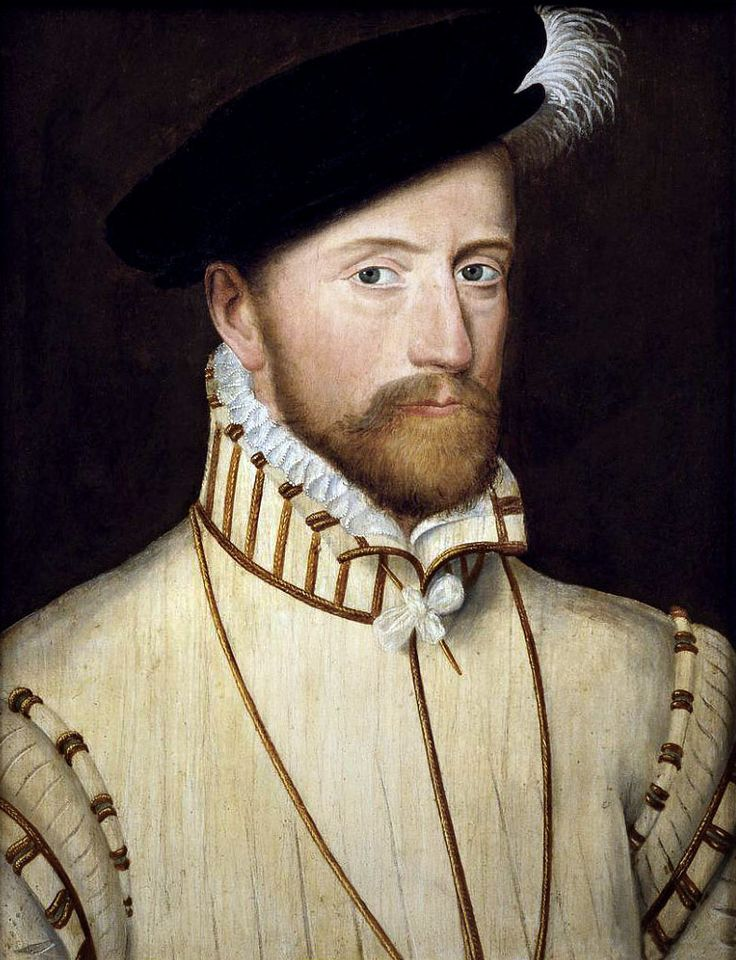
Jacques d’Albon

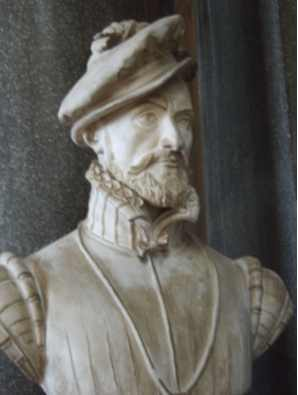
Büste in der Schlachtengalerie des Schloss Versailles

Jacques d’Albon, seigneur de Saint-André, Marquis de Fronsac (* um 1505; † 19. Dezember 1562 in der Schlacht bei Dreux) war Marschall von Frankreich, der sich in den Kriegen gegen die Spanier und in den Religionskriegen auszeichnete.

## Leben
Jacques d’Albon war der Sohn von Jean d’Albon, Seigneur de Saint-André und Charlotte de La Roche, Dame de Tournoël.
Nachdem er sich in den Kriegen gegen Spanien ausgezeichnet hatte, wurde er vom französischen König Heinrich II. 1547 zum Marschall von Frankreich, Gouverneur von Lyon und Premier Gentilhomme de la Chambre du Roi ernannt.
1557 wurde er in Saint-Quentin gefangen genommen, jedoch noch rechtzeitig freigelassen, um an den Verhandlungen teilnehmen zu können, die 1559 zum Frieden von Cateau-Cambrésis zwischen König Heinrich II. und König Philipp II. führten.
Im April 1561 formte er ein Triumvirat mit Anne de Montmorency und François de Lorraine, duc de Guise gegen die Hugenotten und die regierende Königin Katharina von Medici. Er führte damit den Ausbruch der Religionskriege herbei.
Er fiel 1562 in der Schlacht bei Dreux.